# 日圓5算攻略
《日圓5算攻略》系列是好好制作為奇妙電視有限公司製作的旅遊節目。東京篇由2022年12月19日起，逢星期一至五21:00-21:25，於HOY TV首播。

## 每集一覽

### 東京篇
| 播映日期       | 集數 | 地區 | 主題                                                                    |
| 2022年12月19日 | 1    | 東京 | 東京近郊全新Outlet購物 日比谷買手信                                     |
| 2022年12月20日 | 2    | 東京 | 銀座高級名牌手袋 用至荀價錢買滑雪裝備                                   |
| 2022年12月21日 | 3    | 東京 | 新宿新開大型運動用品店露營用品 中目黑食爆漿芝士漢堡扒                   |
| 2022年12月22日 | 4    | 東京 | 逛代官山中古跳蚤市場 銀座買日式文具之餘再排隊吃超人氣烏冬               |
| 2022年12月23日 | 5    | 東京 | 50元吃到高CP值燒肉飯 奇幻世界，藝術展覽處處有驚喜                       |
| 2022年12月26日 | 6    | 東京 | 邊吃甜品邊與超可愛迷你豬同樂樂 5蚊就可以食到好味呑拿魚                  |
| 2022年12月27日 | 7    | 東京 | 東京鐵塔隱藏體感遊樂場 500円1秒變靚影相                                 |
| 2022年12月28日 | 8    | 東京 | 日本一站式自助美容院 池袋3000部扭蛋機                                   |
| 2022年12月29日 | 9    | 東京 | 豪德寺招財貓神舍行個大運搵多啲錢 日本旅行期間學日文？匯率下，學費都平啲 |
| 2022年12月30日 | 10   | 東京 | 日本人好鍾意去嘅生活用品店掃貨 女生貪靚秘密勇敢嘗試針灸瘦面             |

### 關西篇
| 播映日期      | 集數 | 地區   | 地區            | 主題                                                |
| 2023年2月13日 | 1    | 大阪府 | 堺市、 大阪市   | 直擊大阪最新購物潮點 千人室內放天燈美景             |
| 2023年2月14日 | 2    | 大阪府 | 大阪市          | 出發道頓堀打卡 蟹雪糕 八層高士多啤梨芭菲            |
| 2023年2月15日 | 3    | 大阪府 | 木津市、 大阪市 | 出發木津市場買平價水果 心齋橋網紅食店打卡           |
| 2023年2月16日 | 4    | 大阪府 | 大阪市          | 體驗親手製作豬肉包 夢幻光影藝術裝置                 |
| 2023年2月17日 | 5    | 大阪府 | 箕面市、 大阪市 | 走進箕面公園欣賞美景 巨型獅頭神社求好運             |
| 2023年2月20日 | 6    | 大阪府 | 泉南市、 大阪市 | 走入秘境沙灘公園 體驗食物道具DIY                    |
| 2023年2月21日 | 7    | 奈良縣 | 奈良市          | 重遊奈良公園餵鹿仔 走入萬花筒金魚世界               |
| 2023年2月22日 | 8    | 京都府 | 京都市          | 你絶對不想錯過的京都食玩買推介 必逛下北澤古着一條街 |
| 2023年2月23日 | 9    | 京都府 | 京都市          | 到訪京都小眾神社 打卡顏值爆燈雪條                   |
| 2023年2月24日 | 10   | 京都府 | 京都市          | 感受古色古香的京都 榻榻米咖啡店潮聖                 |

## 電視節目的變遷
| 香港HOY TV 星期一至五21:00-21:25               | 香港HOY TV 星期一至五21:00-21:25                  | 香港HOY TV 星期一至五21:00-21:25   |
| ---------------------------------------------- | ------------------------------------------------- | ---------------------------------- |
|                                                | 日圓5算攻略（東京篇） （2022.12.19 - 2022.12.30） |                                    |
| 亞洲TOP TEN 台灣篇 （2022.11.21 - 2022.12.16） | 開運秘笈 （2023.1.2 - 2022.2.10）                 |                                    |
| 香港HOY TV 星期一至五21:00-21:25               |                                                   |                                    |
| 開運秘笈 （2023.1.2 - 2022.2.10）              | 日圓5算攻略（關西篇） （2022.2.13 - 2022.2.24）   | 女遊日本 （2023.2.27 - 2022.3.24） |

## 外部連結
HOY TV 日圓5算攻略（東京篇）官方網頁 （页面存档备份，存于）